# フルガダ
フルガダ(アラビア語: الغردقة、英: Hurghada)は、エジプトの紅海県にある都市。ハルガダとも表記される。シナイ半島のシャルム・エル・シェイクとともに紅海リゾートの拠点となっている。温暖な気候とマリンスポーツで有名で一年の中で最高気温が30度を超える日も多いため、ヨーロッパからの観光客はクリスマスや新年の休暇を利用して訪れる人が多い。

## 概要
フルガダは20世紀初頭に発見され、1980年代から紅海におけるビーチリゾートの中心地としてエジプト国内外の投資家たちによって開発がなされてきた。観光地としての発展以前は小さな漁村にすぎなかったが、今では人口25万人あまりで国際空港を抱える都市となった。街は紅海に沿うように36kmにわたって続き、すぐ背後には砂漠が迫っている。国内からではおもにカイロなどがあるナイル・デルタ地帯やルクソールなどがある上エジプトからの観光客が、国外からではイタリア、ロシア、ポーランド、チェコ、ドイツなどヨーロッパからのパッケージツアー客が多く訪れる。街は旧市街にあたるエル・ダハール、街の中心地を形成しているサッカラ、近代的な建物が立ち並ぶエル・マムシャの3つの地区にわけられる。サッカラは中規模のホテルが多くある地区で、エル・ダハールにはフルガダ最大のバザールや郵便局、長距離バスターミナルが建っている。
フルガダには近郊にフルガダ国際空港がありカイロのほかヨーロッパの主要都市との間に定期直行便が数多く運航されている。現在空港は急増する需要に対応するために大規模な改装が行われている。

## 気候
| フルガダの気候                                           | フルガダの気候 | フルガダの気候 | フルガダの気候 | フルガダの気候 | フルガダの気候 | フルガダの気候 | フルガダの気候 | フルガダの気候 | フルガダの気候 | フルガダの気候 | フルガダの気候 | フルガダの気候 | フルガダの気候 |
| 月                                                       | 1月            | 2月            | 3月            | 4月            | 5月            | 6月            | 7月            | 8月            | 9月            | 10月           | 11月           | 12月           | 年             |
| -------------------------------------------------------- | -------------- | -------------- | -------------- | -------------- | -------------- | -------------- | -------------- | -------------- | -------------- | -------------- | -------------- | -------------- | -------------- |
| 平均最高気温 °C （°F）                                   | 21.5 (70.7)    | 22.6 (72.7)    | 25.2 (77.4)    | 29.1 (84.4)    | 32.9 (91.2)    | 35.3 (95.5)    | 36.2 (97.2)    | 36.1 (97)      | 34.3 (93.7)    | 31.1 (88)      | 26.8 (80.2)    | 22.7 (72.9)    | 29.48 (85.06)  |
| 平均最低気温 °C （°F）                                   | 11.0 (51.8)    | 11.4 (52.5)    | 14.0 (57.2)    | 17.8 (64)      | 21.9 (71.4)    | 24.8 (76.6)    | 26.4 (79.5)    | 26.2 (79.2)    | 24.2 (75.6)    | 20.9 (69.6)    | 16.6 (61.9)    | 12.5 (54.5)    | 18.97 (66.15)  |
| 降水量 cm （inch）                                       | 0.4 (0.16)     | 0.02 (0.008)   | 0.3 (0.12)     | 1.0 (0.39)     | 0.04 (0.016)   | 0.0 (0)        | 0.0 (0)        | 0.0 (0)        | 0.0 (0)        | 0.6 (0.24)     | 2.0 (0.79)     | 0.9 (0.35)     | 5.26 (2.071)   |
| 平均降水日数                                             | 0.3            | 0.2            | 0.3            | 0.3            | 0.2            | 0.0            | 0.0            | 0.0            | 0.0            | 0.2            | 0.2            | 0.3            | 2.0            |
| 出典：World Meteorological Organization (UN). 2010-05-08 |                |                |                |                |                |                |                |                |                |                |                |                |                |

## マリンスポーツ
現在フルガダはマリンスポーツの国際的な中心地とも言え、海水浴をはじめ、ウィンドサーフィン、カイトサーフィン、セーリング、海釣り、シュノーケル、ダイビングなどその内容は多岐にわたる。沖合では非常に美しいサンゴ礁が見られ、そこに住む多様な魚らとともにグラスボートで観察することも出来る。
またフルガダは紅海西岸のリゾートエリア周辺の中心に位置していることから、フルガダ近郊のダイビングスポットへ訪れる際の玄関口の役割を果たしており、フルガダから無人島や浜辺へも行くことができる。

## 近郊のリゾート地

### アル・クセイル
アル・クセイルはフルガダの南方200kmほどの場所にあり、サンゴ礁やサファリで知られている。アル・クセイルのホテルにはダイビング・センターを併設しているところも多く、またジープやバギー、時にはラクダでベドウィンの集落を訪れることができる。
アル・クセイルは紅海西岸でもっとも古い町のひとつであり、その存在は古代エジプト時代から知られてきた。古代エジプト時代にはタゴ、プトレマイオス朝時代にはリコス・リメン、古代ローマ時代にはポルタス・アルバスなどさまざまな名前で呼ばれていた。イスラム王朝であるファーティマ朝による支配で「小さな要塞(または王宮)」を意味するアル・クセイルの名前がつけられた。現在のソマリア北東部にあったと推測されるプントランドとの交易拠点となり、象牙や皮革、香などが取引された。オスマン帝国時代にはアル・クセイルの港からメッカに向かう巡礼のイスラム教徒が多く訪れ、またイエメンからコーヒーが輸入された唯一の港でもあった。フランスに占領された時には聖地であるヒジャーズ地方からの兵士が到着する港という役割も果たした。

### エル・グウナ
エル・グウナはフルガダから北に25kmほどのところにあり、高級ホテルが多く立地している。街は清潔かつ平穏であり、運河でいくつかの島に隔てられていることから「エジプトのヴェネツィア」の異名をとる。街には14のホテルと2つのマリーナ、そして800あまりの個人の別荘が立地している。
エル・グウナにはマリンスポーツはもちろんのこと、乗馬、ゴーカート、ショッピングモール、バザール、様々なレストランやナイトクラブ、インターネットカフェなどが揃っており、街にはATMや薬局、インターナショナルスクール、保育所、病院、郵便局などインフラも整っている。また紅海岸では唯一のカジノや18ホールを備えたゴルフ場、そして空港まである。

### ソマ・ベイ
ソマ・ベイはフルガダの南45kmのところにあるリゾート地で、インターコンチネンタルやシェラトンなど国際的にも有名なホテルが立ち並んでいる。特にダイビングとシュノーケリングで有名である。

### マカディ・ベイ
フルガダから南に35kmほどの地点にあるマカディ・ベイではスキューバー・ダイビングやシュノーケリングを楽しむことができる。またル・メリディアン・マカディ・ベイのプールが世界的にも有名である。